# Суст (Афганистан)
Суст (дари سست) — кишлак на северо-востоке Афганистана, в вилаяте (провинции) Бадахшан. Входит в состав района Вахан.

## Географическое положение
Суст расположен на северо-востоке Бадахшана, в высокогорной местности, на левом берегу реки Вахандарьи, на расстоянии приблизительно 193 километров к востоку от города Файзабада, административного центра вилаята. Абсолютная высота — 2899 метров над уровнем моря. Ближайшие населённые пункты — кишлак Вазит (на противоположном берегу Вахандарьи), кишлак Калайи-Уст (выше по течению Вахандарьи), кишлак Абгадж (ниже по течению Вахандарьи).

## Население
На 2003 год население составляло 550 человек. В национальном составе преобладают ваханцы.